# بيترسون لوران
بيترسون لوران (بالفرنسية: Peterson Laurent)‏ هو حدّاد ورسام هايتي، ولد في 1888، وتوفي في 1958.